# リー・ホドソン
リー・ジェームズ・スティーブン・ホドソン（Lee James Stephen Hodson、1991年10月2日  - ）は、イングランド・ハートフォードシャー・ボレアムウッド出身のプロサッカー選手。北アイルランド代表。ポジションは、ディフェンダー。

## クラブ経歴

### ワトフォード
地元クラブのボレアム・ウッドFCでプレーを始め、まもなくワトフォードFCの下部組織に移籍した。まだ学生だった2007–08シーズンは、U-18チームを主戦場としつつリザーブチームにも参加した。2008年6月にクラブとスカラシップを結んだ。
2009年5月3日のダービー・カウンティFC戦でトップチームデビュー。

### MKドンズ
2013年7月20日、ミルトン・キーンズ・ドンズFCに延長オプション付きの単年契約で移籍。2015年5月29日、新たに2年契約を結んだ。
2016年2月1日、キルマーノックFCにシーズン終了までの契約でレンタル移籍。

### レンジャーズ
2016年6月29日、レンジャーズFCに3年契約で移籍。7月19日のスコティッシュリーグカップ・アナン・アスレティックFC戦で移籍後初出場。2016年12月3日のアバディーンFC戦で移籍後初ゴール。

### ジリンガム
2019年6月8日、ジリンガムFCへ2年契約で移籍。

## 代表歴
ホドソン自身はイングランドで生まれ育ったが、父方の祖母がベルファスト出身のため北アイルランド代表を選択した。
2010年11月のモロッコ代表との親善試合で途中出場し初キャップを記録。UEFA EURO 2012予選ではイタリア代表戦とエストニア代表戦に出場した。